# Kaštel Sućurac (urbanistička cjelina)
Urbanistička cjelina mjesta Kaštel Sućurca predstavlja zaštićeno kulturno dobro.

## Opis dobra
Splitski nadbiskup Andrija Gualdo gradi „u Lučcu, pod Sućurcem“ na nadbiskupskom posjedu utvrđenje za zaštitu težaka koji obrađuju nadbiskupska polja. Godine 1392. podigao je obrambenu kulu, a u njenom se neposrednom okružju razvila povijesna jezgra Kaštel Sućurca. Godine 1489. splitski nadbiskup Bartolomej Averoldo gradi Kaštilac odnosno obrambenim zidom utvrđuje prostor uz kulu kako bi svojim težacima stvorio zaštićeni prostor za izgradnju kuća. Kaštilac povezuje Gualdovu kulu i nadbiskupsku palaču u jedinstvenu cjelinu. Krajem 17. st. prestaje turska opasnost pa utvrde Kaštel Sućurca gube svoje značenje i primarnu funkciju, a Sućurani počinju graditi kuće izvan zidina.

## Zaštita
Pod oznakom Z-3247 zavedena je pod vrstom "kulturno-povijesna cjelina", pravna statusa zaštićena kulturnog dobra, klasificirano kao "urbana cjelina".